# Discografia di Jennifer Lopez
La discografia di Jennifer Lopez, cantante pop Statunitense, è composta da nove album in studio, una compilation, un album di remix, una colonna sonora, due EP e 65 singoli, dei quali 51 in veste di artista principale e 14 come artista partecipante.

## Album

### Album in studio
| Anno                                                                         | Titolo | Classifiche | Classifiche | Classifiche | Classifiche | Classifiche | Classifiche | Classifiche | Classifiche | Classifiche | Classifiche | Classifiche | Classifiche | Classifiche | Classifiche | Classifiche | Classifiche | Classifiche |
| Anno                                                                         | Titolo | USA         | AUS         | AUT         | BEL (Fl)    | BEL (Wa)    | CAN         | FIN         | FRA         | GER         | IRL         | ITA         | NLD         | NOR         | NZ          | SWE         | SWI         | UK          |
| ---------------------------------------------------------------------------- | --- | ----------- | ----------- | ----------- | ----------- | ----------- | ----------- | ----------- | ----------- | ----------- | ----------- | ----------- | ----------- | ----------- | ----------- | ----------- | ----------- | ----------- |
| 1999                                                                         | On the 6 - Pubblicato: 1º giugno 1999 - Etichetta: Work - Formati: CD, MC                                                    | 8           | 11          | 7           | 10          | 6           | 5           | 15          | 15          | 3           | 67          | —           | 6           | 14          | 18          | 20          | 3           | 14          |
| 2001                                                                         | J. Lo - Pubblicato: 23 gennaio 2001 - Etichetta: Epic - Formati: CD, download digitale                                       | 1           | 2           | 3           | 3           | 4           | 1           | 6           | 6           | 1           | 6           | 8           | 14          | 15          | 3           | 7           | 1           | 2           |
| 2002                                                                         | This Is Me... Then - Pubblicato: 19 novembre 2002 - Etichetta: Epic - Formati: CD, download digitale                         | 2           | 14          | 7           | 6           | 6           | 5           | 10          | 4           | 4           | 15          | 11          | 7           | 13          | 19          | 7           | 3           | 13          |
| 2005                                                                         | Rebirth - Pubblicato: 1º marzo 2005 - Etichetta: Epic - Formati: CD, download digitale                                       | 2           | 10          | 5           | 4           | 4           | 2           | 19          | 7           | 3           | 9           | 3           | 1           | 25          | 22          | 14          | 1           | 8           |
| 2007                                                                         | Como ama una mujer - Pubblicato: 27 marzo 2007 - Etichetta: Epic - Formati: CD, download digitale                            | 10          | —           | 10          | 30          | 12          | —           | 29          | 11          | 4           | —           | 2           | 31          | —           | —           | 49          | 1           | 130         |
| 2007                                                                         | Brave - Pubblicato: 4 ottobre 2007 - Etichetta: Epic - Formati: CD, download digitale                                        | 12          | 46          | 35          | 36          | 18          | 13          | —           | 28          | 41          | 35          | 10          | 24          | —           | —           | 59          | 6           | 24          |
| 2011                                                                         | Love? - Pubblicato: 28 aprile 2011 - Etichetta: Island - Formati: CD, download digitale                                      | 5           | 9           | 7           | 18          | 18          | 2           | 5           | 7           | 4           | 7           | 6           | 18          | 6           | 12          | 14          | 1           | 6           |
| 2014                                                                         | A.K.A. - Pubblicato: 13 giugno 2014 - Etichetta: Capitol - Formati: CD, download digitale                                    | 8           | 24          | 40          | 38          | 21          | 12          | —           | 70          | 24          | 51          | 13          | 39          | —           | —           | —           | 15          | 41          |
| 2024                                                                         | This Is Me... Now - Pubblicato: 15 febbraio 2024 - Etichetta: Nuyorican, BMG - Formati: CD, LP, download digitale, streaming | —           | —           | —           | —           | —           | —           | —           | —           | 8           | —           | 37          | —           | —           | —           | —           | —           | —           |
| "—" indica una pubblicazione non classificata o non pubblicata in quel Paese | |             |             |             |             |             |             |             |             |             |             |             |             |             |             |             |             |             |

### Raccolte
| Anno | Titolo                                                                                                  | Classifiche | Classifiche | Classifiche | Classifiche | Classifiche | Classifiche | Classifiche | Classifiche | Classifiche | Classifiche | Classifiche | Classifiche | Classifiche | Classifiche | Classifiche | Classifiche |
| Anno | Titolo                                                                                                  | USA         | AUS         | AUT         | BEL (Fl)    | BEL (Wa)    | CAN         | FIN         | FRA         | GER         | IRE         | ITA         | NLD         | NZL         | SWE         | SWI         | UK          |
| ---- | --- | ----------- | ----------- | ----------- | ----------- | ----------- | ----------- | ----------- | ----------- | ----------- | ----------- | ----------- | ----------- | ----------- | ----------- | ----------- | ----------- |
| 2012 | Dance Again... the Hits - Pubblicato: 20 luglio 2012 - Etichetta: Epic - Formati: CD, download digitale | 20          | 20          | 22          | 9           | 10          | 3           | 19          | 12          | 15          | 10          | 3           | 17          | 12          | 44          | 7           | 4           |

### Album di remix
| 2002 | J to tha L-O!: The Remixes - Pubblicato: 5 febbraio 2002 - Etichetta: Epic - Formati: CD, download digitale | 1 | 11 | 11 | 8 | 9 | 14 | 5 | 6 | 5 | 3 | 39 | 14 | 4 |

## Extended play
| Anno                                                                         | Titolo                                                                                        | Classifiche | Classifiche |
| Anno                                                                         | Titolo                                                                                        | USA         | FRA         |
| ---------------------------------------------------------------------------- | --------------------------------------------------------------------------------------------- | ----------- | ----------- |
| 2003                                                                         | Glow by J.Lo Remixes - Pubblicato: 2003 - Etichetta: Sony Music - Formati: CD                 | —           | —           |
| 2003                                                                         | The Reel Me - Pubblicato: 18 novembre 2003 - Etichetta: Epic - Formati: CD, download digitale | 69          | 84          |
| "—" indica una pubblicazione non classificata o non pubblicata in quel Paese |                                                                                               |             |             |

## Singoli

### Come artista principale
| Anno                                                                         | Titolo                                                                    | Classifiche | Classifiche | Classifiche | Classifiche | Classifiche | Classifiche | Classifiche | Classifiche | Classifiche | Classifiche | Classifiche | Classifiche | Classifiche | Classifiche | Classifiche | Album di provenienza       |
| Anno                                                                         | Titolo                                                                    | USA         | AUS         | AUT         | BEL (Fl)    | BEL (Wa)    | CAN         | FRA         | GER         | IRL         | NLD         | NZL         | SWE         | SWI         | UK          | ITA         | Album di provenienza       |
| ---------------------------------------------------------------------------- | ------------------------------------------------------------------------- | ----------- | ----------- | ----------- | ----------- | ----------- | ----------- | ----------- | ----------- | ----------- | ----------- | ----------- | ----------- | ----------- | ----------- | ----------- | -------------------------- |
| 1999                                                                         | If You Had My Love                                                        | 1           | 1           | 13          | 9           | 3           | 1           | 4           | 5           | 8           | 1           | 1           | 9           | 5           | 4           | 3           | On the 6                   |
| 1999                                                                         | No me ames (con Marc Anthony)                                             | —           | —           | —           | —           | —           | —           | —           | —           | —           | —           | —           | —           | —           | —           | —           | On the 6                   |
| 1999                                                                         | Waiting for Tonight                                                       | 8           | 4           | —           | —           | —           | 13          | 10          | —           | —           | 5           | 5           | —           | 4           | 5           | 3           | On the 6                   |
| 2000                                                                         | Feelin' So Good (feat. Big Pun e Fat Joe)                                 | 51          | 20          | —           | —           | —           | 7           | —           | 39          | —           | 30          | 11          | 58          | 22          | 15          | —           | On the 6                   |
| 2000                                                                         | Let's Get Loud                                                            | —           | 9           | 11          | —           | —           | —           | 40          | 13          | —           | 2           | —           | 52          | 10          | —           | 6           | On the 6                   |
| 2001                                                                         | Love Don't Cost a Thing                                                   | 1           | 4           | 11          | 7           | 2           | 1           | 5           | 6           | 4           | 1           | 1           | 3           | 2           | 1           | 1           | J.Lo                       |
| 2001                                                                         | Play                                                                      | 18          | 14          | 21          | —           | —           | 5           | 20          | 19          | 10          | 7           | 7           | 10          | 10          | 3           | 8           | J.Lo                       |
| 2001                                                                         | Ain't It Funny                                                            | —           | 9           | 16          | 5           | 5           | —           | 13          | 13          | 8           | —           | 31          | 3           | 9           | 3           | 17          | J.Lo                       |
| 2001                                                                         | I'm Real/I'm Real (Murder Remix) (feat. Ja Rule)                          | 1           | 3           | 25          | 8           | 8           | 6           | 3           | 11          | 13          | 3           | 3           | 8           | 6           | 4           | 16          | J.Lo                       |
| 2002                                                                         | Ain't It Funny (Murder Remix) (feat. Ja Rule e Cadillac Tah)              | 1           | —           | —           | 16          | —           | 12          | —           | 18          | 8           | 7           | —           | —           | 7           | 4           | —           | J to tha L-O!: The Remixes |
| 2002                                                                         | Alive                                                                     | —           | —           | —           | —           | —           | —           | —           | —           | —           | —           | —           | —           | —           | —           | —           | J to tha L-O!: The Remixes |
| 2002                                                                         | I'm Gonna Be Alright (Track Masters Remix) (feat. Nas)                    | 10          | 16          | 25          | —           | —           | 29          | 12          | 6           | 13          | 9           | 30          | 22          | 4           | 3           | 24          | J to tha L-O!: The Remixes |
| 2002                                                                         | Jenny from the Block (featuring Jadakiss e Styles P)                      | 3           | 5           | 7           | 7           | 6           | 1           | 5           | 7           | 12          | 4           | 6           | 7           | 4           | 3           | 4           | This Is Me... Then         |
| 2002                                                                         | All I Have (feat. LL Cool J)                                              | 1           | 2           | 38          | 18          | 18          | 6           | 29          | 19          | 7           | 3           | 1           | 15          | 4           | 2           | 13          | This Is Me... Then         |
| 2003                                                                         | I'm Glad                                                                  | 32          | 10          | 50          | 31          | 31          | 8           | —           | 44          | 19          | 6           | 22          | 51          | 21          | 11          | 17          | This Is Me... Then         |
| 2004                                                                         | Baby I Love U!                                                            | 72          | —           | —           | —           | —           | —           | —           | —           | 16          | —           | —           | —           | —           | 3           | —           | This Is Me... Then         |
| 2005                                                                         | Get Right                                                                 | 12          | 3           | 11          | 3           | 3           | 3           | 2           | 7           | 1           | 2           | 2           | 11          | 3           | 1           | 1           | Rebirth                    |
| 2005                                                                         | Hold You Down (feat. Fat Joe)                                             | 64          | 17          | —           | 9           | 9           | 56          | —           | 44          | 15          | 38          | 14          | —           | 44          | 6           | 22          | Rebirth                    |
| 2007                                                                         | Qué hiciste                                                               | 86          | —           | 19          | 13          | 13          | —           | —           | 9           | —           | —           | —           | —           | 1           | —           | 1           | Como ama una mujer         |
| 2007                                                                         | Me haces falta                                                            | —           | —           | —           | —           | —           | —           | —           | —           | —           | —           | —           | —           | —           | —           | —           | Como ama una mujer         |
| 2007                                                                         | Do It Well                                                                | 31          | 18          | 34          | 22          | 22          | 23          | 29          | 30          | 13          | 17          | —           | 54          | 12          | 11          | 2           | Brave                      |
| 2008                                                                         | Hold It Don't Drop It                                                     | —           | —           | —           | —           | —           | —           | —           | —           | —           | —           | —           | —           | —           | 72          | 6           | Brave                      |
| 2009                                                                         | Louboutins                                                                | —           | —           | —           | —           | —           | —           | —           | —           | —           | —           | —           | —           | —           | —           | —           | /                          |
| 2011                                                                         | On the Floor (feat. Pitbull)                                              | 3           | 1           | 1           | 1           | 1           | 1           | 1           | 1           | 1           | 4           | 2           | 1           | 1           | 1           | 1           | Love?                      |
| 2011                                                                         | I'm Into You (feat. Lil Wayne)                                            | 19          | 45          | 10          | 27          | 24          | 55          | 38          | 16          | 52          | —           | 25          | 54          | 22          | 9           | 14          | Love?                      |
| 2011                                                                         | Papi                                                                      | 96          | —           | 24          | 23          | 28          | 50          | 28          | —           | —           | 68          | —           | —           | 37          | 67          | 3           | Love?                      |
| 2012                                                                         | Dance Again (feat. Pitbull)                                               | 17          | 8           | 7           | 9           | 10          | 4           | 15          | —           | 12          | 42          | 12          | 22          | 14          | —           | 7           | Dance Again... the Hits    |
| 2012                                                                         | Goin' In (feat. Flo Rida)                                                 | —           | 58          | —           | —           | —           | 54          | —           | 67          | —           | —           | —           | —           | —           | —           | 99          | Dance Again... the Hits    |
| 2013                                                                         | Live It Up (feat. Pitbull)                                                | 60          | 20          | 27          | —           | 32          | 16          | 67          | 36          | 13          | —           | 27          | 49          | 33          | 17          | 36          | /                          |
| 2014                                                                         | I Luh Ya Papi (featuring French Montana)                                  | 77          | —           | —           | —           | —           | 78          | —           | —           | —           | —           | —           | —           | —           | 170         | —           | A.K.A.                     |
| 2014                                                                         | First Love                                                                | 87          | —           | —           | —           | —           | —           | 193         | —           | 79          | —           | —           | —           | —           | 63          | 41          | A.K.A.                     |
| 2014                                                                         | Booty (featuring Iggy Azalea)                                             | 18          | 27          | —           | 33          | —           | 11          | 93          | 78          | —           | —           | 32          | —           | —           | 137         | 97          | A.K.A.                     |
| 2016                                                                         | Ain't Your Mama                                                           | 76          | 85          | —           | 48          | 49          | 34          | 47          | 35          | —           | 99          | —           | —           | 61          | 182         | 32          | —                          |
| 2016                                                                         | Chegaste (con Roberto Carlos Braga)                                       | —           | —           | —           | —           | —           | —           | —           | —           | —           | —           | —           | —           | —           | —           | —           | Roberto Carlos             |
| 2017                                                                         | Ni tú ni yo (feat. Gente de Zona)                                         | —           | —           | —           | —           | —           | —           | 82          | —           | —           | —           | —           | —           | 30          | —           | —           | —                          |
| 2017                                                                         | Amor, amor, amor (featuring Wisin)                                        | —           | —           | —           | —           | —           | —           | 120         | —           | —           | —           | —           | —           | 33          | —           | 99          | —                          |
| 2018                                                                         | Us                                                                        | —           | —           | —           | —           | —           | —           | —           | —           | —           | —           | —           | —           | —           | —           | —           |                            |
| 2018                                                                         | Se acabó el amor (con Abraham Mateo e Yandel)                             | —           | —           | —           | —           | —           | —           | —           | —           | —           | —           | —           | —           | —           | 83          | —           | A Cámara Lenta             |
| 2018                                                                         | El anillo                                                                 | —           | —           | —           | —           | —           | —           | 163         | —           | —           | —           | —           | —           | 93          | —           | —           | —                          |
| 2018                                                                         | Dinero (feat. DJ Khaled e Cardi B)                                        | 80          | —           | —           | —           | —           | 75          | 140         | —           | —           | —           | —           | —           | —           | —           | —           | —                          |
| 2018                                                                         | Te guste (con Bad Bunny)                                                  | —           | —           | —           | —           | —           | —           | —           | —           | —           | —           | —           | —           | —           | —           | —           |                            |
| 2018                                                                         | Limitless                                                                 | —           | —           | —           | —           | —           | —           | —           | —           | —           | —           | —           | —           | —           | —           | —           |                            |
| 2019                                                                         | Medicine (featuring French Montana)                                       | —           | —           | —           | —           | —           | —           | —           | —           | —           | —           | —           | —           | —           | —           | —           |                            |
| 2019                                                                         | Baila conmigo                                                             | —           | —           | —           | —           | —           | —           | —           | —           | —           | —           | —           | —           | —           | —           | —           |                            |
| 2020                                                                         | Pa' ti (con Maluma)                                                       | —           | —           | —           | —           | —           | —           | —           | —           | —           | —           | —           | —           | —           | —           | —           | Marry Me                   |
| 2020                                                                         | Lonely (con Maluma)                                                       | —           | —           | —           | —           | —           | —           | —           | —           | —           | —           | —           | —           | —           | —           | —           |                            |
| 2020                                                                         | In the Morning                                                            | —           | —           | —           | —           | —           | —           | —           | —           | —           | —           | —           | —           | —           | —           | —           |                            |
| 2020                                                                         | It's the Most Wonderful Time of the Year (con Stevie Mackey e The Eleven) | —           | —           | —           | —           | —           | —           | —           | —           | —           | —           | —           | —           | —           | —           | —           | The Most Wonderful Time    |
| 2021                                                                         | Cambia el paso (con Rauw Alejandro)                                       | —           | —           | —           | —           | —           | —           | —           | —           | —           | —           | —           | —           | —           | —           | —           |                            |
| 2021                                                                         | On My Way                                                                 | —           | —           | —           | —           | —           | —           | —           | —           | —           | —           | —           | —           | —           | —           | —           | Marry Me                   |
| 2022                                                                         | Marry Me (con Maluma)                                                     | —           | —           | —           | —           | —           | —           | —           | —           | —           | —           | —           | —           | —           | —           | —           | Marry Me                   |
| 2024                                                                         | Can't Get Enough                                                          | —           | —           | —           | —           | —           | —           | —           | —           | —           | —           | —           | —           | —           | —           | —           | This Is Me... Now          |
| "—" indica una pubblicazione non classificata o non pubblicata in quel Paese |                                                                           |             |             |             |             |             |             |             |             |             |             |             |             |             |             |             |                            |

### Come artista ospite
| Anno                                                                         | Titolo                                                                   | Classifiche | Classifiche | Classifiche | Classifiche | Classifiche | Classifiche | Classifiche | Classifiche | Classifiche | Classifiche | Classifiche | Classifiche | Classifiche | Classifiche | Classifiche | Classifiche | Album di provenienza         |
| Anno                                                                         | Titolo                                                                   | USA         | AUS         | AUT         | BEL (Fl)    | BEL (Wa)    | CAN         | FRA         | GER         | IRE         | NLD         | NZL         | SPA         | SWE         | SWI         | UK          | ITA         | Album di provenienza         |
| ---------------------------------------------------------------------------- | ------------------------------------------------------------------------ | ----------- | ----------- | ----------- | ----------- | ----------- | ----------- | ----------- | ----------- | ----------- | ----------- | ----------- | ----------- | ----------- | ----------- | ----------- | ----------- | ---------------------------- |
| 2001                                                                         | El último adiós (come parte di artisti vari)                             | —           | —           | —           | —           | —           | —           | —           | —           | —           | —           | —           | —           | —           | —           | —           | —           | /                            |
| 2001                                                                         | What's Going On (come parte di Artists Against AIDS Worldwide)           | 27          | 38          | 51          | 18          | —           | —           | 55          | 35          | —           | 26          | 18          | —           | 19          | 16          | 6           | —           | /                            |
| 2006                                                                         | Control Myself (LL Cool J feat. Jennifer Lopez)                          | 4           | 17          | 70          | 14          | 1           | 4           | —           | 25          | 5           | 19          | 7           | —           | —           | —           | 2           | —           | Todd Smith                   |
| 2008                                                                         | This Boy's Fire (Carlos Santana feat. Jennifer Lopez)                    | —           | —           | —           | —           | —           | —           | —           | —           | —           | —           | —           | —           | —           | —           | —           | —           | Ultimate Santana             |
| 2011                                                                         | T.H.E. (The Hardest Ever) (will.i.am feat. Mick Jagger e Jennifer Lopez) | 36          | 57          | 19          | —           | —           | 10          | —           | —           | 13          | —           | —           | —           | —           | 41          | 3           | —           | /                            |
| 2012                                                                         | Follow the Leader (Wisin & Yandel feat. Jennifer Lopez)                  | 105         | —           | 74          | 36          | —           | —           | 177         | —           | —           | —           | —           | 26          | —           | —           | —           | —           | Líderes                      |
| 2013                                                                         | Sweet Spot (Flo Rida feat. Jennifer Lopez)                               | —           | 25          | 39          | —           | —           | —           | 195         | —           | —           | —           | —           | —           | —           | —           | —           | —           | Wild Ones                    |
| 2013                                                                         | Quizás, quizás, quizás (Andrea Bocelli feat. Jennifer Lopez)             | —           | —           | —           | —           | —           | —           | —           | —           | —           | —           | —           | —           | —           | —           | —           | 34          | Passione                     |
| 2014                                                                         | Adrenalina (Wisin feat. Ricky Martin e Jennifer Lopez)                   | 94          | —           | —           | —           | —           | 122         | —           | —           | —           | —           | —           | 3           | —           | 57          | —           | 52          | El Regreso del Sobreviviente |
| 2014                                                                         | We Are One (Ole Ola) (Pitbull feat. Jennifer Lopez e Claudia Leitte)     | 59          | 61          | 6           | 2           | 1           | 51          | 3           | 6           | 24          | 9           | —           | 4           | 52          | 2           | 29          | 2           | One Love, One Rhythm         |
| 2014                                                                         | Stressin (Fat Joe feat. Jennifer Lopez)                                  | —           | —           | —           | —           | —           | —           | —           | —           | —           | —           | —           | —           | —           | —           | —           | —           | /                            |
| 2015                                                                         | El mismo sol (Álvaro Soler feat. Jennifer Lopez)                         | —           | —           | —           | —           | —           | —           | —           | —           | —           | —           | —           | —           | —           | —           | —           | —           | Eterno agosto                |
| 2015                                                                         | Try Me (Jason Derulo feat. Jennifer Lopez)                               | —           | —           | —           | —           | —           | —           | —           | —           | —           | —           | —           | —           | —           | —           | —           | —           | Everything Is 4              |
| "—" indica una pubblicazione non classificata o non pubblicata in quel Paese |                                                                          |             |             |             |             |             |             |             |             |             |             |             |             |             |             |             |             |                              |

### Singoli promozionali
| Anno                                                                         | Titolo                                                      | Classifiche | Classifiche | Album di provenienza |
| Anno                                                                         | Titolo                                                      | USA         | USA Dance   | Album di provenienza |
| ---------------------------------------------------------------------------- | ----------------------------------------------------------- | ----------- | ----------- | -------------------- |
| 1999                                                                         | Open Off My Love                                            | —           | —           | On the 6             |
| 1999                                                                         | El deseo de tu amor                                         | —           | —           | On the 6             |
| 2001                                                                         | Si ya se Acabó                                              | —           | —           | J.Lo                 |
| 2001                                                                         | Cariño                                                      | —           | —           | J.Lo                 |
| 2009                                                                         | Fresh Out the Oven (featuring Pitbull)                      | —           | 1           | /                    |
| 2011                                                                         | Good Hit                                                    | —           | —           | Love?                |
| 2011                                                                         | (What Is) Love?                                             | —           | —           | Love?                |
| 2014                                                                         | Girls                                                       | —           | —           | A.K.A.               |
| 2014                                                                         | Same Girl                                                   | —           | —           | A.K.A.               |
| 2016                                                                         | Olvídame y pega la vuelta (con Marc Anthony)                | —           | —           | /                    |
| 2022                                                                         | Same Girl (Halftime Remix) (featuring French Montana)       | —           | —           | /                    |
| 2022                                                                         | This Is Your Land (featuring The United States Marine Band) | —           | —           | /                    |
| 2024                                                                         | This Is Me... Now                                           | —           | —           | This Is Me... Now    |
| 2024                                                                         | Rebound (featuring Anuel AA)                                | —           | —           | This Is Me... Now    |
| "—" indica una pubblicazione non classificata o non pubblicata in quel Paese |                                                             |             |             |                      |

## Altre partecipazioni
Le canzoni che seguono non sono singoli o singoli promozionali, ma canzoni in cui Jennifer Lopez partecipa presenti in album di altri artisti o colonne sonore.
| Anno | Titolo                                                               | Album di provenienza                          |
| ---- | -------------------------------------------------------------------- | --------------------------------------------- |
| 2004 | Escapémonos (duetto con Marc Anthony)                                | Valió la Pena                                 |
| 2007 | Toma de mí                                                           | El Cantante (colonna sonora)                  |
| 2010 | What Is Love?                                                        | Piacere, sono un po' incinta (colonna sonora) |
| 2012 | Drinks for You (Ladies Anthem) (Pitbull featuring Jennifer Lopez)    | Global Warming                                |
| 2014 | Physical (Enrique Iglesias featuring Jennifer Lopez)                 | Sex and Love                                  |
| 2019 | That's How Strong Our Love Is (Bryan Adams featuring Jennifer Lopez) | Shine a Light                                 |
| 2022 | Miami (Wisin y Yandel featuring Jennifer Lopez)                      | La ultima mision                              |